# 塔克 (密西西比州)
塔克（英語：Tucker）是位於美國密西西比州尼肖巴縣的普查規定居民點。

## 人口
根據2020年美國人口普查的數據，塔克的面積為10.07平方千米，當中陸地面積為10.04平方千米，而水域面積為0.03平方千米。當地共有人口642人，而人口密度為每平方千米63.75人。